# فلافيا سارايفا
فلافيا سارايفا (بالبرتغالية: Flávia Saraiva) (1999 م) هي لاعبة الجمباز الفني من البرازيل . ولدت في ريو دي جانيرو . شاركت في الجمباز في الألعاب الأولمبية الصيفية 2016 .
تم اختيار سارايفا للفريق لتمثيل البرازيل في دورة الألعاب الأولمبية الصيفية 2024 إلى جانب ريبيكا أندرادي وجادي باربوسا ولورين أوليفيرا وجوليا سواريس. في دورة الألعاب الأولمبية 2024، ساعدت سارايفا البرازيل في التأهل إلى نهائي الفريق في المركز الرابع وتأهلت بشكل فردي إلى نهائي الجمباز الشامل، أثناء الإحماء لنهائي الفريق، تعرضت سارايفا لسقوط من القضبان غير المستوية مما أدى إلى اصطدام ركبتها وعينها، بعد أن عالجها الطاقم الطبي رغم النزيف وفقدان الوعي. عادت سارايفا بعينها اليمنى ملفوفة وكدمات كبيرة. على الرغم من الإصابة، تنافست سارايفا على جميع الأجهزة الأربعة، مما ساعد البرازيل على الفوز بالميدالية البرونزية خلف الولايات المتحدة وإيطاليا. كانت هذه أول ميدالية أولمبية على الإطلاق للبرازيل. أنهت منافسات نهائي الجمباز الشامل في المركز التاسع.

## روابط خارجية
- فلافيا سارايفا على موقع الاتحاد الدولي للجمباز (licence) (الإنجليزية)
- فلافيا سارايفا على موقع الاتحاد الدولي للجمباز (biography) (الإنجليزية)
- فلافيا سارايفا على موقع اللجنة الأولمبية الدولية (الإنجليزية)
- فلافيا سارايفا على موقع أوليمبيديا (الإنجليزية)
- فلافيا سارايفا على موقع اللجنة الأولمبية البرازيلية (البرتغالية)